# Kraigher
Kraigher je priimek več znanih Slovencev:

## Znani nosilci priimka
- Alenka Kraigher  (r. Zupančič) (*1950), javnozdravstvena strokovnjakinja, epidemiologinja
- Alenka Kraigher (*1981), igralka in režiserka
- Alenka Kraigher Gregorc (1942–2005), slavistka, prevajalka, radijska kulturna urednica
- Alojz (Lojz) Kraigher (1877–1959), zdravnik in pisatelj
- Amelia Kraigher (*1974), gledališka kritičarka, publicistka, knjižna urednica humanistike/družboslovja
- Bojan Kraigher (1909–1943), slavist, politični aktivist
- Boris Kraigher (1914–1967), politik, narodni heroj
- Borut Kraigher (*1942), psiholog, publicist
- Ciril Kraigher (*1946), slikar, športnik, likovni... organizator, pevec, vodja orketstra LIP Bled
- Danilo Kraigher (1912–1977), (ladijski) strojnik, tehniški šolnik
- Dragana Kraigher Šenk (1937–1985), urednica in založnica, kulturna političarka
- Dušan Kraigher - Jug (1908–1943), pravnik, narodni heroj
- Hojka Kraigher (*1956), biologinja, gozdarska in okoljska strokovnjakinja, članica SAZU
- Ivan Kraigher - Nino (1908–1976), gradbenik-projektant
- Jelka Kraigher (1941–2006), glasbena pedagoginja
- Jernej Kraigher (*1941), arhitekt, risar, oblikovalec
- Josip (Pepe) Kraigher (1879–1962), kulturni organizator, knjižničar v Postojni
- Jurij Kraigher - Žore (1891–1984), vojni veteran, pilot in polkovnik ameriškega letalstva
- Katja Kraigher (*1979), prevajalka družboslovja/humanistke
- Luka Kraigher (*1995), hokejist
- Maja Kraigher (*1947), prevajalka, urednica
- Marjan Kraigher (1914–?), pevec, igralec, režiser, slikar v Zasipu
- Marjanca Kraigher (r. Kreutzer) (1921–2004), slikarka
- Metka Kraigher Hozo (1941–2017), slikarka, profesorica grafike v Sarajevu
- Miloš Kraigher (1905–1973), gradbeni inženir, projektant cest
- Nada Kraigher (1911–2000), pisateljica in prevajalka, direktorica avtorske agencije za Slovenijo
- Nevenka Kraigher (*1950), kiparka, slikarka
- Niko Kraigher (*1943), narodno-zabavni glasbenik, harmonikar
- Sergej Kraigher (1914–2001), politik, publicist
- Sonja Kraigher Kos (1917–1970), prevajalka
- Uroš Kraigher (1909–1984), slavist, publicist, urednik, prevajalec
- Vika (Viktorija) Kraigher (r. Juvančič) (1876–1944), narodna in društvena delavka
- Vito Kraigher (1911–1945), pravnik, politični delavec
- Živa Kraigher (1920–2011), plesna pedagoginja, publicistka

## Izvor
- Priimek Kraigher naj bi, tako kot priimek Kregar, izviral iz nemške besede Krieger 'bojevnik'.[1]
- Priimke Kraigher je koroškega izvora (Kraiger po kraju Kraig blizu Šentvida ob Glini), pri čemer so tisti, ki so se preselili v Furlanijo, pridobili še romanski "h", pri tistih, ki so se direktno priselili na današnje slovensko ozemje (Koroško in Štajersko), pa je nadstal priimek "Krajger".